# Spilogona subnotata
Spilogona subnotata är en tvåvingeart som beskrevs av Huckett 1965. Spilogona subnotata ingår i släktet Spilogona och familjen husflugor. Inga underarter finns listade i Catalogue of Life.